# Seduzir (álbum)
Seduzir é o quarto álbum de estúdio do cantor e compositor brasileiro Djavan, lançado em 1981 pela EMI. O álbum contém sucessos que o marcaram pela sua excentricidade e o colocaram ao respeito de um mais conhecidos compositores brasileiros, entre seus destaques do álbum estão: "A Ilha", "Seduzir", "Faltando um Pedaço", "Pedro Brasil", "Jogral", "Luanda" e "Total Abandono". A canção "Faltando um Pedaço" foi lançada em 1980 em um disco promocional, sendo que o álbum foi lançado em maio de 1981.

## Sobre o álbum
Em "Seduzir", a mistura de seus três trabalhos anteriores dão o tom do álbum, segundo o autor Hugo Sukman. O álbum conta com o samba "Pedro Brasil", que é repleto de "quebradas rítmicas, acidentes harmônicos, fluência melódica e poesia inusitada," segundo o mesmo. O pop é visto no álbum com a faixa-título "Seduzir", o compositor Cacaso reúne-se mais uma vez com o cantor na faixa "Morena de Endoidecer", e Aldir Blanc aparece na composição do "samba" "Êxtase". Outra parceria no álbum é com Filó e José Neto na canção "Jogral", "que retoma mais uma vez a temática autobiográfica do nordestino no Rio," constata Hugo. Além disso, segundo ele, na faixa "Total Abandono" o cantor mostra uma vertante "da negritude mais explícita," e na faixa que encerra o disco, "Nvula Ieza Kia/Humbiumbi", canção no idioma Kimbundu, o cantor faz dueto com Gilberto Gil.

## Recepção
| Críticas profissionais | Críticas profissionais |
| Avaliações da crítica  | Avaliações da crítica  |
| Fonte                  | Avaliação              |
| ---------------------- | ---------------------- |
| AllMusic               | [ 4 ]                  |
| Notas Musicais         | [ 5 ]                  |

O álbum foi aclamado pela crítica especializada. Alex Henderson do site AllMusic e Mauro Ferreira do Notas Musicais deram ao álbum 5 de 5 estrelas. Alvaro avaliou que apesar de ser cantado todo em português, percebe-se o impacto de artistas americanos no cantor. "Morena de Endoidecer" foi classificada como "impressionista", "Jogral" como uma complexa canção inspirada no jazz, "Faltando Um Pedaço" como "encantadora", além de ter percebido influências de Stevie Wonder na faixa-título. Ferreira classificou-o como "síntese da fase inicial da discografia do artista."

## Faixas
| Lado A |                        |                       |         |  |
| N.º    | Título                 | Compositor(es)        | Duração |  |
| 1.     | "Pedro Brasil"         | Djavan                | 4:45    |  |
| 2.     | "Seduzir"              | Djavan                | 3:36    |  |
| 3.     | "Morena de Endoidecer" | Djavan Cacaso         | 4:26    |  |
| 4.     | "Jogral"               | Djavan Filó José Neto | 2:13    |  |
| 5.     | "A Ilha"               | Djavan                | 4:01    |  |

| Lado B |                                               |                    |         |  |
| N.º    | Título                                        | Compositor(es)     | Duração |  |
| 6.     | "Faltando um Pedaço"                          | Djavan             | 4:49    |  |
| 7.     | "Êxtase"                                      | Djavan Aldir Blanc | 3:24    |  |
| 8.     | "Luanda"                                      | Djavan             | 4:00    |  |
| 9.     | "Total Abandono"                              | Djavan             | 2:12    |  |
| 10.    | "Nvula Ieza Kia/Humbiumbi" (com Gilberto Gil) | Filipe Mukenga     | 4:30    |  |

| Faltando um Pedaço (disco promocional) Lado A |                       |                |         |  |
| N.º                                           | Título                | Compositor(es) | Duração |  |
| 1.                                            | "Faltando um pedaço"  | Djavan         |         |  |
| 2.                                            | "Serrado"             | Djavan         |         |  |
| 3.                                            | "Meu bem querer"      | Djavan         |         |  |
| 4.                                            | "Nereci"              | Djavan         |         |  |
| 5.                                            | "Lambada da serpente" | Djavan, Cacaso |         |  |

| Faltando um Pedaço (disco promocional) Lado B |                        |                |         |  |
| N.º                                           | Título                 | Compositor(es) | Duração |  |
| 6.                                            | "Seduzir"              | Djavan         |         |  |
| 7.                                            | "A ilha"               | Djavan         |         |  |
| 8.                                            | "Cara de índio"        | Djavan         |         |  |
| 9.                                            | "Morena de endoidecer" | Djavan, Cacaso |         |  |
| 10.                                           | "Álibi"                | Djavan         |         |  |

## Créditos
- Banda Sururu de Capote: Luiz Avellar, Sizão, Téo Lima, Café, Zé Nogueira, Marquinhos e Moisés
- Produtor Fonográfico: EMI-Odeon Fonográfica Industrial e Eletrônica S.A.
- Direção de Produção: Renato Côrrea
- Produção Executiva: Djavan, Mayrton Bahia
- Assistentes de Produção: Monique Gardenberg, Paulo Albuquerque
- Orquestrações e Regências: Luiz Avellar
- Arranjos de Base: Djavan
- Técnicos de Gravação: Guilherme Reis, Serginho, Franklin Garrido
- Técnico de Remixagem: Franklin Garrido
- Corte: Osmar Furtado
- Layout: Noguchi
- Fotos: Fernando Carvalho
- Coordernação Gráfica: Tadeu Valério